# Місцеві вибори в Україні 1990
Місцеві вибори в Україні 1990 року — вибори депутатів місцевих рад народних депутатів Української РСР XXI скликання, що відбулися 4 березня 1990 року; перші демократичні вибори на альтернативній основі. У 2004 році змінено нумерацію скликань місцевих рад, через що ці вибори є виборами першого скликання представницьких органів місцевого самоврядування в Україні.
Постанову Верховної ради УРСР N 8309-XI «Про призначення виборів народних депутатів Української РСР і депутатів місцевих Рад народних депутатів Української РСР двадцять першого скликання» було підписано 28 жовтня 1989 року головою Президії Верховної ради УРСР Валентиною Шевченко. Ця ж постанова продовжувала повноваження депутатів місцевих рад XX скликання до обрання депутатів нового скликання. Норма виборців на один виборчий округ встановлювалась з розрахунку 82,2 тисячі. Вибори проходили на основі нового виборчого закону — «Про вибори депутатів місцевих Рад народних депутатів Української РСР», підписаного днем раніше, 27 жовтня 1989 року. Передбачалось обрання депутатів на основі загального прямого виборчого права шляхом таємного голосування в багатомандатних та одномандатних виборчих округах.
Вибори пройшли в умовах боротьби за впровадження багатопартійності, рівноправності різних форм власності, ухвалення нової конституції. Відбувалися чисельні масові акції проти чинної влади, під тиском демократичних сил з початку 1990 року у відставку відправлено 11 перших секретарів обкомів КПРС.
Вибори відбулися одночасно із виборами народних депутатів Української РСР. Обирали депутатів до 25 обласних, 469 районних, 434 міських, 120 районних у містах, 820 селищних та 8 996 сільських рад.
За результатами виборів намітилась тенденція до втрати комуністичною партією монополії на владу. На виборах до рад Львівської, Тернопільської та Івано-Франківської областей перемогу здобули позапартійні кандидати, а комуністи, вперше у власній історії, опинилися в опозиції. Зазнали поразки понад 100 перших секретарів міських, районних та обласних комітетів КПУ, біля 90 голів виконавчих комітетів міських та районних рад попереднього скликання. Найбільшої поразки зазнали партійні функціонери в Донецькій та Івано-Франківській областях. Цього ж дня відбулися вибори до місцевих рад у Білорусі та Росії, де підтримку виборців також здобули реформатори та націонал-патріоти.